# مأموریت تغییر مسیر سیارک

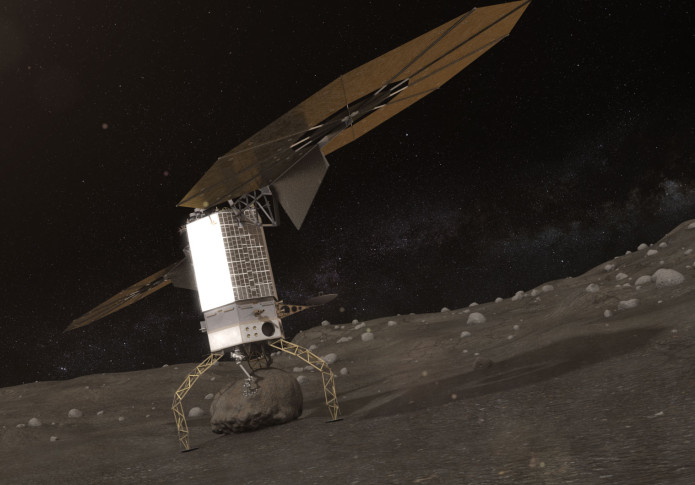
دستگیره‌های انتهای بازوهای رباتیک برای گرفتن و محکم‌کردن یک تخته سنگ از یک سیارک بزرگ استفاده می‌شود. هنگامی که تخته سنگ محکم می‌شود، پاها فشار می‌آورند و یک صعود اولیه را بدون استفاده از رانشگر فراهم می‌کنند.

مأموریت تغییر مسیر سیارک (ARM) که به عنوان مأموریت بازیابی و استفاده از سیارک (ARU) و ابتکار سیارک نیز شناخته می‌شود، یک ماموریت فضایی بود که توسط ناسا در سال ۲۰۱۳ پیشنهاد شد. فضاپیما مأموریت رباتیک بازیابی سیارک (ARRM) با یک سیارک بزرگ نزدیک به زمین برخورد می‌کند و از بازوهای رباتیک با دستگیره‌های لنگر برای بازیابی یک تخته سنگ ۴ متری از سیارک استفاده می‌کند.

## اهداف

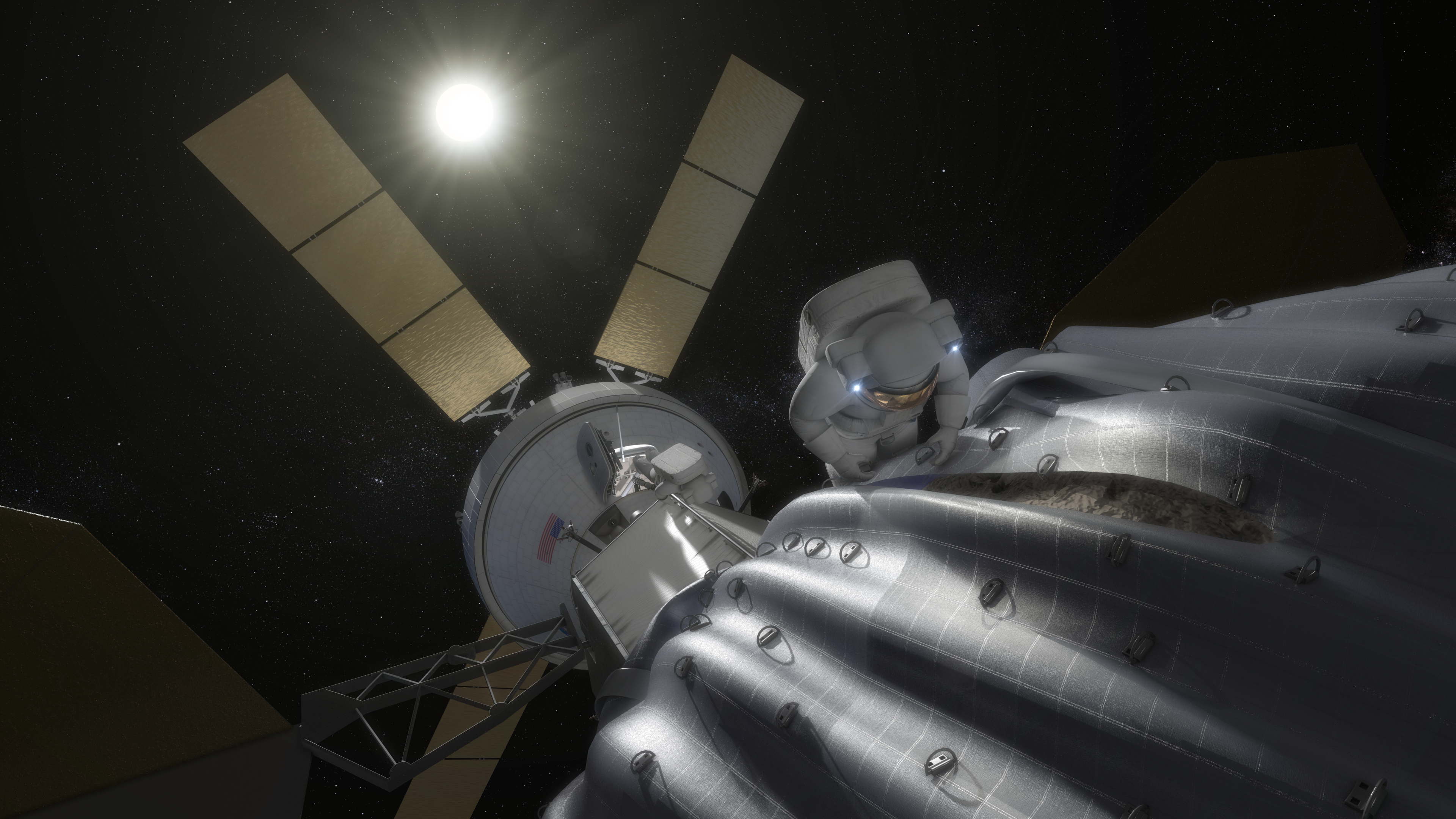
فضانوردی در EVA برای نمونه برداری از سیارک، جبار در پس زمینه

هدف اصلی مأموریت تغییر مسیر سیارک، توسعه قابلیت‌های اکتشاف در اعماق فضا بود که برای آماده‌سازی مأموریت انسانی به مریخ و سایر مقاصد منظومه شمسی در مسیرهای انعطاف‌پذیر سفر ناسا به مریخ مورد نیاز بود.

### عملیات فضای عمیق گسترده و پایدار
مأموریت‌های رباتیک و خدمه‌ای قابلیت‌هایی را در گذشته از مدار زمین نشان می‌دهند، اما در عرض چند روز بازگشت احتمالی وجود دارد. مدار رتروگراد دور از ماه (DRO)، که L1 و L2 زمین-ماه را در بر می‌گیرد، اساساً یک گره برای فرار و گرفتن سیستم زمین است. اگر یک ماژول افزایش اکتشاف (EAM) برای اقامت طولانی مدت انسان، احتمالاً توسط یک ماژول SEP مانند ARRM آورده شود، بیشتر است. در مرحله برگشت از مریخ، یک مأموریت انسانی ممکن است با گرفتن در DRO، تنها جرم را نجات دهد و برای بازگشت به زمین و ورود مجدد به جبار پارک شده منتقل شود.
| ماموریت تغییر مسیر سیارک ناسا |
| --- |
| وسیله نقلیه تغییر مسیر سیارک تکنیک دفاع سیاره ای " تراکتور گرانشی " را روی یک سیارک با اندازه خطرناک نشان می‌دهد. این روش از جرم فضاپیما (۱۸ تن) و محموله تخته سنگی ۶ متری آن (حداقل ۲۰ تن) استفاده می‌کند تا نیروی گرانشی را به سیارک وارد کند و به آرامی مسیر سیارک را تغییر دهد. (ogv ; gif) |

## نمای کلی فضاپیما

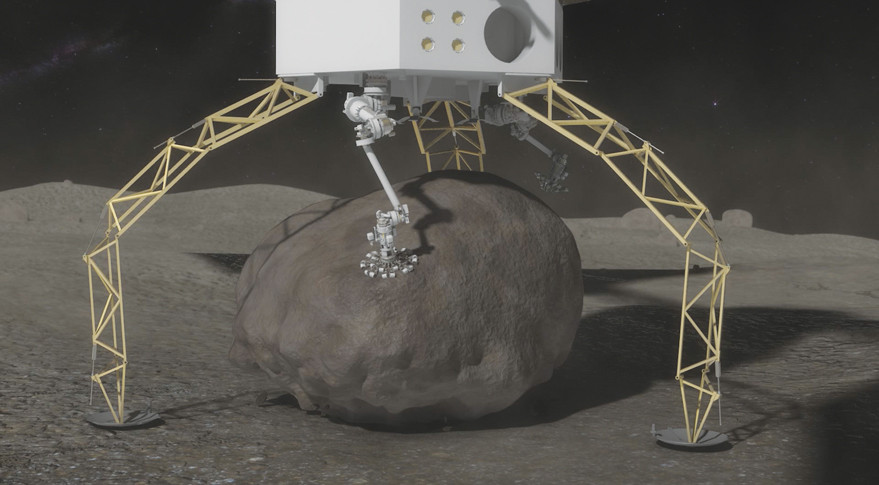
گیره‌های سیارکی در انتهای بازوهای رباتیک برای گرفتن و محکم کردن یک تخته سنگ ۶ متری از یک سیارک بزرگ استفاده می‌شود. یک مته یکپارچه برای لنگر انداختن نهایی تخته سنگ به مکانیسم جذب استفاده می‌شود.

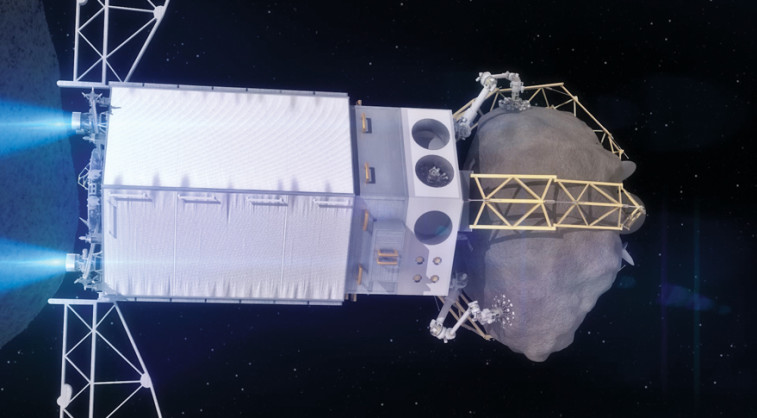
نمایش وسیله نقلیه تغییر مسیر سیارک که سیارک را پس از گرفتن یک تخته سنگ از سطح آن ترک می‌کند.

این وسیله نقلیه روی یک سیارک بزرگ فرود می‌آید و گیره‌هایی که در انتهای بازوهای رباتیک قرار دارند می‌توانند یک تخته سنگ را از سطح یک سیارک بزرگ بگیرند و محکم کنند. گیره‌ها درون تخته سنگ فرومی‌رفتند و یک چنگال قوی ایجاد می‌کردند. یک مته یکپارچه برای لنگر انداختن نهایی تخته سنگ به مکانیسم جذب استفاده می‌شود. هنگامی که تخته سنگ محکم می‌شود، پاها فشار می‌آورند و یک صعود اولیه را بدون استفاده از رانشگر فراهم می‌کنند.